# Jens Martin Knudsen
Jens Martin Knudsen, född 11 juni 1967 i Saltangará, Färöarna, är en färöisk före detta professionell fotbollsmålvakt som spelade 65 landskamper för Färöarna mellan 1988 och 2006. Knudsen inledde karriären i NSÍ Runavík 1985 och avslutade den, efter att ha spelat i några andra klubbar, i samma lag 2007.